# Weihenzell
Weihenzell är en kommun och ort i Landkreis Ansbach i Regierungsbezirk Mittelfranken i förbundslandet Bayern i Tyskland.
Kommunen ingår i kommunalförbundet Weihenzell tillsammans med kommunerna Bruckberg och Rügland.